# Prime Head
Das Prime Head (in Argentinien und Chile Cabo Siffrey) ist eine markante verschneite und bis zu 50 m hohe Landspitze am nördlichen Ausläufer der Trinity-Halbinsel und damit der Antarktischen Halbinsel. Ihr 1,5 km nördlich vorgelagert liegt die Gourdin-Insel.
Der französische Seefahrer und Polarforscher Jules Dumont d’Urville benannte bei der Dritten Französischen Antarktisexpedition (1837–1840) eine Landspitze in der Umgebung als Cap Siffrey. Lange Zeit war diese Benennung für die hier beschriebene Landspitze anerkannt. Das UK Antarctic Place-Names Committee identifizierte 1963 das von d’Urville benannte Objekt als die 3 km ostsüdöstlich gelegene und heute unter dem Namen Siffrey Point bekannte Landspitze. Das Komitee entschied sich am 12. Februar 1964 zur heute geläufigen Benennung und hob damit die besondere geografische Lage der Landspitze hervor.